# 大丸 (札幌市)

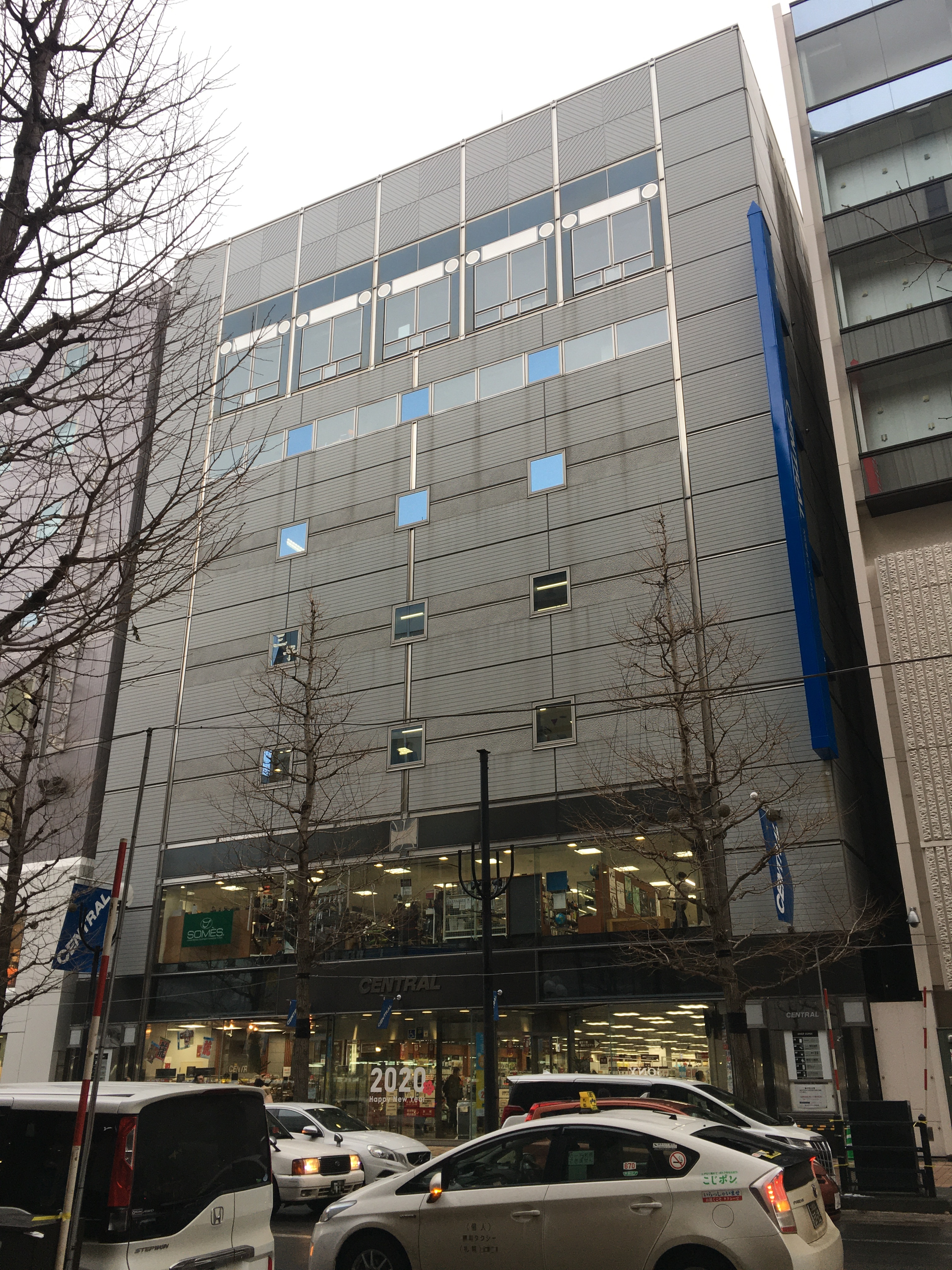
大丸藤井セントラル（2019年12月）

大丸株式会社（だいまる）は北海道札幌市に本社を置く卸商社である。
2016年10月、大丸藤井株式会社が日藤株式会社と合併し、現在の商号に変更した。
洋紙や包装資材、オフィス家具、OA機器、文具など取扱商品群は13万点にも及び、官民に幅広く顧客を持つ。
札幌市中央区にある文具専門店・大丸藤井セントラルは、大丸株式会社の子会社である大丸藤井セントラル株式会社が運営している。大丸藤井セントラルは文具専門店としては日本有数の規模を誇り、札幌で「大丸」というと卸商社としての大丸株式会社ではなく、この大丸藤井セントラルをイメージする者も多い。店内には万年筆などの高級筆記具をはじめ、画材や雑貨など多数の文具が取り揃えられている。
なお、JR札幌駅南口のJRタワーに出店している、大丸松坂屋百貨店（本社：東京都江東区）運営の百貨店「大丸」、同じく札幌市に本社を置く「大丸スーパー」を前身とするアークスグループ、並びに京都市の地場百貨店である「藤井大丸」とは資本関係等の一切無い別会社である。

## 事業所

### 札幌
- 紙・板紙営業部
- 包装資材営業部
- 紙包材管理部
- 包装システム営業部
- オフィスサプライ営業部
- リテールサポート営業部
- 物流センター
- 流通センター管理部
- 直需営業部
- 公共営業部
- 統括支援部
- 企画推進部
- システム販売推進部
- リコー販売推進部
- 商・環境システム推進部

### 支店・出張所
- 道北支店
  - 北見出張所
- 道東支店
  - 釧路出張所
- 道南支店
- 青森支店
- 東京支店

- 広域支店

- 室蘭出張所

## 主要取扱商品分野

### 洋紙・板紙・包装資材分野
洋紙から包装資材まで、紙に関わるあらゆる素材やFA機器のシステム開発など洋紙関連商品全般

### 文具・事務用品分野
オフィスはもとよりパーソナルやホームユースの文具・事務用品からホビーファッション・クリエイティブ関連商品全般

### 情報システム分野
情報社会のネットワーク形成のため各種情報機器、システム機器やソフト設計全般

### 環境デザイン分野
オフィス環境を整備するオフィスファニチュアやパブリックファニチュアからインテリアの設計・施工など人の関わるあらゆる環境施設への提案

### 店舗開発分野
商業施設のプランニング、設計から設備機器、什器の納入設置など、店舗づくりのトータルプロデュース

## 沿革
- 1892年 藤井専蔵が札幌において、和洋紙・文具の卸業を開業する。
- 1922年 株式会社に組織変更し、株式会社藤井商店となる。
- 1951年 大丸ビル建設（現在の大丸藤井セントラル）
- 1965年 社名を大丸藤井株式会社に変更する。
- 1969年 丸日販売（株）と統合合併、資本金を8,500万円に増額
- 1973年 資本金を2億4,000万円に増額
- 1989年 ニューセントラルビル完成、資本金を4億8,000万円に増額
- 1992年 小樽支店を札幌地区に統廃合する。
- 1996年 物流センター新築し、札幌地区5営業部を7営業部に組織改革する。
- 2000年 包装システム営業部を新設する。
- 2001年 環境デザイン販売推進部と店舗・物流機器販売推進部を統合し商・環境システム推進部とする。
- 2003年 帯広支店と釧路支店を統合し道東支店とする。旭川支店と北見支店を統合し道北支店とする。
- 2005年 直需支援部を直需管理部に組織変更する。
- 2008年 量販営業部を量販営業部と広域量販営業部に分割再編成する。大丸藤井セントラルの全面リニューアルを実施する。
- 2009年 バラエティ雑貨営業部をオフィスサプライ営業部、広域量販営業部に統廃合する。商品業態開発部を札幌地区営業部門、各推進部門に統廃合する。
- 2011年 直需管理部を直需支援部に組織変更する。
- 2013年 直需支援部を直需営業部と公共営業部に統廃合する。
- 2015年 日藤株式会社と共同株式移転を行い、親会社・大丸藤井日藤ホールディングス株式会社を設立。小売部門を分割し大丸藤井セントラル株式会社を設立。
- 2016年 日藤株式会社と合併し、大丸株式会社となる。オフィスサプライ営業部をオフィスサプライ営業部とステーショナリー営業部に分割再編成する。
- 2017年 紙・板紙第一営業部、紙・板紙第二営業部、包装資材第一営業部、包装資材第二営業部を紙包材第一営業部、紙包材第二営業部、紙包材第三営業部、紙包材管理部に統廃合する。大丸藤井日藤ホールディングス（株）と統合合併。
- 2018年 量販営業部と広域量販営業部を統合し、量販営業部とする。
- 2019年 紙包材第１営業部、紙包材第２営業部を統合し、紙・板紙営業部とする。紙包材第３営業部を包装資材営業部とする。
- 2020年 東京地区に広域支店を新設
- 2021年 ステーショナリー営業部と量販営業部を統合し、リテールサポート営業部とする
- 2022年 企画推進部を新設
- 2024年 オフィスサプライ営業部、直需営業部、公共営業部の業務、受注部門を集約して統括支援部を新設。公共営業部、直需営業部、オフィスサプライ営業部、システム販売推進部、商環境システム推進部、リコー販売推進部、企画推進部、情報センター、人事部、総務部においてISMS認証（JIS Q27001:2023(ISO/IEC 27001:2022))を取得

## 関連会社
- 大丸藤井セントラル株式会社
文具、事務用品、画材、紙製品の販売
- 大丸サービス株式会社
損害保険・生命保険代理業およびビル管理・メンテナンス
- アジア・パルプ・アンド・ペーパー北海道株式会社(略称：APP北海道)
輸入紙（板紙・コピー用紙・コンピューター用紙等）の輸入及び販売
- 株式会社アスパック
プラスチックフィルム等、包装資材・合成樹脂成型品の製造加工販売
- コクヨ北海道販売株式会社
文具、事務用品、家具、建設資材、室内装飾品、コンピュータハードウエア及びソフトウエア並びに、その関連機器、空気清浄器等オフィス環境清浄化機器、事務機器、計量器の販売に関する事業
- 佐藤包装紙器株式会社
段ボール・印刷紙器の製造及び販売、包装資材・包装機械・物流機械の販売
- 株式会社サンクレエ
システムインテグレーション、システム受託開発、パッケージシステム開発・販売、システムサポート、消耗品等販売、リボン・トナーリサイクル販売、複合機の販売
- 十勝包装資材株式会社
ポリエチレン･ラミネート製品の販売。各種包装資材・店舗備品の販売
- ニットー物流株式会社
運送事業、洋紙・包装資材等商品の保管及び管理の受託、断裁、紙製品の加工業務
- パピルス化成株式会社
プラスチック等成型可能素材の成形加工及び販売。包装資材の製作及び販売
- 株式会社モダン化成
合成樹脂容器の製造及び販売。クリアケースの製造及び販売。各種包装資材販売。